# La colmena (novela)
La colmena es una novela de Camilo José Cela, editada en Buenos Aires en 1951.

## Publicación y análisis
No pudo publicarse en España hasta el año 1955, por oposición de la censura franquista, muy a pesar de que el autor era un protegido  de Juan Aparicio, influyente político en el régimen. El nombramiento de Manuel Fraga y la insistencia del autor conllevaron la autorización de la primera edición española de una novela que sería incluida en la lista de las 100 mejores novelas en español del siglo XX del periódico El Mundo.
La estructura externa está compuesta de seis capítulos y un epílogo. Cada capítulo consta de un número variable de secuencias de corta extensión, que desarrollan episodios que están mezclados con otros que ocurren simultáneamente. De esta manera el argumento se rompe en multitud de pequeñas anécdotas. Lo importante es la suma de las mismas, que conforma un conjunto de vidas cruzadas, como las celdas de una colmena.
El marco espacio-temporal es muy preciso: Madrid en el invierno del año 1942, en plena posguerra. La historia se basa en un espacio novelesco reducido pero con bastantes personajes que intervienen poco en el transcurso de la obra y dan una visión social coral. De entre los casi trescientos personajes que aparecen, escasean tanto los de las clases más acomodadas como los de la clase obrera y sectores marginados, predominando la clase media baja, la pequeña burguesía venida a menos, cuyas ilusiones y proyectos de futuro son engañosos y cuyas miradas «jamás descubren horizontes nuevos», en una vida relatada como una «mañana eternamente repetida». La novela aparece como primera parte de una serie que había de llevar el título de «Caminos inciertos».
La voluntad de reflejar con exactitud la realidad no supone la absoluta neutralidad del autor, que interviene de dos formas contradictorias. En la mayoría de los casos utiliza la técnica objetivista, es decir, se limita a mostrar, a describir desde fuera, sin penetrar en el interior de los personajes. Otras veces, sin embargo, adopta una actitud omnisciente y comenta con ironía las actitudes de los personajes.

## Estilo
El estilo de La colmena presenta una apariencia de espontaneidad que esconde un cuidadoso trabajo de perfeccionamiento. La prosa contiene efectos rítmicos, paralelismos, repeticiones. Predomina el tono cortado, brusco y directo, pero a veces se abren paso fragmentos líricos, que sugieren los inicios poéticos del escritor. En La colmena los componentes temporal (3 días) y espacial (una ciudad) son muy reducidos, ello hace que los elementos que componen la intriga (sucesos, episodios, etc.) queden supeditados a los elementos del comentario (valoración subjetiva). Existe, por tanto, un predominio del discurso.[cita requerida]

## La colmenay la narrativa posterior a la Guerra Civil
Publicada en 1951, algunos críticos han valorado la obra como ejemplo de las nuevas perspectivas de la novela española, como fusión de dos tradiciones literarias:
- La tradición realista remozada por Pío Baroja con sus novelas abiertas y con amplio repertorio de personajes.
- La renovación formal del género que se venía realizando desde principios del siglo XX y que le llegará a Cela a través de diferentes corrientes: por un lado los novelistas españoles anteriores a la Guerra Civil (la novela del 98, sobre todo Valle-Inclán, y la novela novecentista, sobre todo Ramón Pérez de Ayala), y por otro, la novela renovadora europea y americana (James Joyce, Marcel Proust, William Faulkner, John Dos Passos). De hecho La colmena se parece mucho formalmente a Manhattan Transfer, de Dos Passos.[2]

La novela de Cela presenta una serie de rasgos que le permite enlazar con las dos tradiciones citadas:
- Es una de las primeras novelas de posguerra que se enfrenta con la realidad de la sociedad española con la intención de denunciarla. Este hecho la pone en relación con Jean Paul Sartre y la novela social que se hace en Europa en la década de los 50.
- Recoge influencias de los novelistas españoles anteriores a la Guerra Civil:
  - Baroja: «La novela debe reflejar la vida».
  - Valle-Inclán: Personaje colectivo, técnicas deformadoras de la realidad.
  - Su visión humorística de la vida enlaza con la obra de Ramón Gómez de la Serna y Wenceslao Fernández Flórez.
- Incorpora técnicas renovadoras propias de la novela occidental contemporánea:
  - Objetivismo de la Generación Perdida norteamericana.
  - Realismo crítico: no solo presentar la realidad, sino también explicarla y denunciarla (Faulkner).
  - Complejidad estructural y temática: Joyce, Proust, Thomas Mann, Aldous Huxley.
  - Actualización de viejos motivos de la tradición literaria española.
  - De la novela picaresca utiliza la moral de la supervivencia y la visión social dominada por la insolidaridad.
  - El tratamiento del sexo, que la pone en relación con el Libro de buen amor y La Celestina.

Algunos estudios críticos proponen que este conjunto de supuestas innovaciones apreciadas en la novela de Cela influirían en los novelistas de la llamada ‘generación del 50’.

## Pasajes censurados y autocensurados
La colmena fue examinada por la censura civil y la eclesiástica. De la primera se encargó el poeta Leopoldo Panero, que aconsejó su publicación, "si el autor atenuaba ciertas escenas" y de la segunda el cura Andrés de Lucas Casla, que hizo un informe muy crítico y desfavorable que prevaleció ("¿Ataca el dogma o la moral? Sí. ¿Ataca al régimen? No. ¿Valor literario? Escaso"); por eso la obra tuvo que imprimirse en Buenos Aires en 1951 con algunos pasajes censurados por el peronismo. Después pudo publicarse en España en 1955 sin pasajes censurados ya en 1951 por el autor, sobre todo de contenido sexual explícito y escabroso; esto se conoce por un manuscrito que perteneció al hispanista Noël Salomon y rescató su hija, Annie Salomon. El manuscrito incólume es parte de la copia que el escritor presentó a la censura en 1946 con la intención de ceder el original a F. Maristany de Ediciones el Zodíaco para su publicación. Actualmente (diciembre de 2015) se proyecta una edición crítica íntegra que incluya como apéndice esos pasajes omitidos.
Aunque el bosquejo de la novela podría datar del 44, Cela escribió:
Este libro lo empecé en Madrid, en el año 1945, y lo medio rematé en Cebreros, en el verano del 48; es evidente que después volví sobre él (de ahí su fecha 1945-1950), corrigiendo y puliendo y sobando, quitando aquí, poniendo allá y sufriendo siempre, pero la novela bien hubiera podido quedar redonda en el trance al que ahora me refiero. Antes, en 1946, empezó mi lucha con la censura, guerra en la que perdí todas las batallas menos la última.
La autocensura es observable, por ejemplo, en una novela donde tantos personajes hay, en la ausencia de los eclesiásticos, tan presentes por otra parte en la vida de la época. Entonces, claro está, ni se planteaba a causa de la misma censura eclesiástica. Se excluye por otra parte también a cualquier representante, incluso mínimo, del poder oficial franquista.
En 1982, Mario Camus dirigió la película homónima basada en la novela.